# Metro (groupe)
Pour les articles homonymes, voir Metro.
Metro est un groupe luxembourgeois de pop rock.

## Histoire
Metro est formé au début de 2004 par Olivier Treinen, Mike Tock, Christian Clement et David André. Déjà en 2005, Christian Clément quittait à nouveau le groupe et fin 2007, le bassiste Yves Stéphany le rejoignait.
Ils sortent leur premier album éponyme en 2006 sur le label de musique luxembourgeois-allemand Noiseworks Records. En 2009, ils sortent l'EP We Are Never Sexy et en 2011 l'EP Too Many Lovers sur le label allemand Waggle-Daggle. En 2011 est présenté Metro Remixed, un album de remix d'artistes luxembourgeois en édition limitée au format cassette audio.
Le 18 juillet 2011, Metro annonce sa séparation.

## Discographie

### Albums studio
- 2006 : Metro
- 2011 : Metro Remixed (album remix)

### EP
- 2009 : We Are Never Sexy
- 2010 : Too Many Lovers

### Singles
- 2007 : She Went Under
- 2010 : Attack of the American Girls (sug(r)cane Remix)
- 2011 : Dr. Love